# 胃腸出血
胃腸出血（いちょうしゅっけつ）または消化管出血（しょうかかんしゅっけつ）は、口から肛門までの消化器官の出血。
短時間に大量の血液を消化器官から出血した場合、吐血、コーヒー残渣様吐血、血便、黒色血便などの症状がある。 長期間の少量の出血は鉄欠乏性貧血による疲労感や狭心症などの症状がある。 その他の症状は腹痛、息苦さ、顔面蒼白、失神などがある。少量の出血の場合、症状がない場合もある。

## 疫学
胃腸出血は一般的に上部消化管出血と下部消化管出血の2つのタイプに分かれる。
上部消化管出血は下部消化管出血より一般的である。上部消化管出血は年間大人100,000人中、50‐150人におこる。下部消化管出血は年間大人100,000人中、20‐30人におこる。結果としてアメリカでは胃腸出血による病院患者数は年間約300,000人である。胃腸出血による死亡率は5%～30%である。出血のリスクは男性のほうが女性より高く、年齢と共に高まる。

## 症状と診断
上部消化管出血の原因は消化性潰瘍疾患、肝硬変またはがんによる食道静脈瘤である。下部消化管出血の原因は痔、がん、炎症性腸疾患などである。胃腸出血は通常、診療記録、診察、血液検査によって診断される。 少量の出血は検便によって検出されることがある。下部消化管と上部消化管の出血箇所は内視鏡によって見つけられる。内視鏡で分かりづらい場合は医用画像が役に立つことがある。
胃腸出血で特徴のある症候としては、吐血、メレナ（別名タール便）、下血、血便といったものがあげられる。症候によって出血部位の予測がある程度できるとされている。一般にトライツ靱帯より口側を上部消化管、肛門側を下部消化管という。上部消化管出血は消化性潰瘍の場合が多く胃痛を伴うことが多く、下部消化管出血は下腹部痛を伴うことが多い。
| 名称   | 原因                                   |
| ------ | -------------------------------------- |
| 吐血   | 上部消化管出血                         |
| メレナ | 別名タール便、ほとんどが上部消化管出血 |
| 下血   | 下部消化管出血                         |

上部消化管出血の原因疾患を以下にまとめる。
| 病態           | 疾患                                                 |
| -------------- | ---------------------------------------------------- |
| 上部消化管出血 | 消化性潰瘍                                           |
|                | マロリーワイス症候群                                 |
|                | 胃食道静脈瘤                                         |
|                | 動脈瘤や急性大動脈解離と消化管とのfistula            |
|                | Hemobilia                                            |
|                | 炎症性腸疾患（上部消化管のクローン病など）           |
|                | AVM                                                  |
|                | 脳血管疾患や心血管疾患の合併症による上部消化管出血、 |

頻度としては消化性潰瘍、マロリーワイス症候群、胃食道静脈瘤の3つが圧倒的に多い。脳血管疾患や心血管疾患の合併症としては脳出血後のクッシング潰瘍や熱傷受傷後のカーリング潰瘍が有名である。意識障害や認知症がある場合は重要である。上部消化管出血にはrule of fiveという法則がある。これは上部消化管出血量と症候を対応させたものである。
| 出血量 | 症候       |
| ------ | ---------- |
| 5ml    | 便潜血陽性 |
| 50ml   | メレナ     |
| 500ml  | 鮮血の下血 |

黒色便の原因としては消化管出血以外にいかすみ料理、鉄剤、赤ワインなどでも起こることが知られている。

### 吐血、メレナ
吐血と区別が必要な症候に喀血がある。喀血が気道出血であるのに対して、吐血は消化管出血である。吐血の場合、胃潰瘍などによる胃あるいは十二指腸からの出血で、血液が胃液による酸化を受けて黒色となる。コーヒーの滓に似ており「コーヒー残渣様」と表現される。コーヒー残渣様吐物（coffee-ground emesis）は吐血で特徴のある所見である。ただし吐血でも肝硬変などに伴う食道静脈瘤からの出血は胃液と接触しないため赤い。吐物に対して尿潜血検査がなされることがあるが、テステープ検査では胃酸に触れただけで潜血陽性となるため出血の有無はこの検査からは分からない。喀血を飲み込み、それを後に吐血することもあるため、両者の区別は時に難しいこともある。喀血と吐血の区別がつかない場合は呼吸器と消化器の両方の精査が必要である。
|                  | 喀血               | 吐血                       |
| ---------------- | ------------------ | -------------------------- |
| 出血状態         | 咳に伴う           | 嘔吐に伴う                 |
| 性状             | 泡沫を伴う         | 食物残渣混入               |
| pH（テステープ） | 中性               | 酸性                       |
| 随伴症状         | 胸痛、呼吸困難など | 腹痛、嘔吐、嘔気、下血など |

吐血、メレナが認められた場合は、まずは窒息の可能性がないかを評価する。吐物による閉塞が酷い場合は気管内挿管を考慮する。その後血圧にて循環動態の評価をする。静脈路確保や輸液を行う。そしてNGチューブによる胃洗浄、食道静脈破裂を疑う場合はSBチューブの挿入を行う（2010年現在は行わないことが多い）。そして上部消化管内視鏡による診断と止血を行うのが大まかな流れとなる。吐物が赤か黒か、イカ墨や赤ワインといった黒色便の原因となる食事の摂取の有無、腹痛、背部痛といった症候の有無を確認する。既往歴としては消化性潰瘍歴、ピロリ菌除菌歴、肝疾患について調査し、アルコールの飲酒歴、アスピリン、NSAIDs、抗凝固薬、SSRI、スピロノラクトン、鉄剤の使用歴を調査する。慢性肝疾患の合併の確認のためにくも状血管腫、手掌紅斑等も確認する。肝炎ウイルス検査陽性であり凝固異常が認められ食道静脈瘤破裂が疑われれば鼡径静脈で中心静脈確保を行い、感染予防、NGチューブの挿入を行う。

### 下血
まずはバイタルサインの測定を行い、循環動態の評価を行う。静脈路確保を行い、輸液をする。肛門鏡検査にて痔出血の有無を確認する。痔出血であっても大量出血の場合は緊急手術が必要である。少量ならば座薬や軟便剤の処方にて経過観察が可能である。痔出血でなければ内視鏡検査にて出血源の同定を行う。下血を起こす疾患の頻度では下部消化管の方が多いが大腸内視鏡では前処置が必要であり、下剤の大量投与は誤嚥のリスクがあること、上部消化管出血で下血が起こる場合は大量出血の可能性があることから上部消化管内視鏡検査から行われることが多い（場合によってはS状結腸内視鏡、シグモイドスコピーを用いることがある）。上部消化管、下部消化管ともに出血源が認められなかった場合は小腸出血の可能性を考える。かつては出血シンチグラフィーや血管造影が行われていた。出血シンチグラフィーでは造影CTにて所見がない場合は検出できる可能性が低い。近年は小腸内視鏡であるダブルバルーン内視鏡やカプセル内視鏡が用いられることもある。
代表的な疾患には
- 大腸癌
- 虚血性大腸炎
- 憩室炎
- 腸重積
- 上腸間膜動脈血栓症
- 潰瘍性大腸炎・クローン病
- 腸管出血性大腸菌O157や細菌性赤痢などの出血性大腸炎

などがある。

## 治療
初期治療は静脈点滴および輸血などの蘇生を重視したものである。輸血はヘモグロビン値が70または80 g/L以下でない限り推奨しないことが多い。場合によってはプロトンポンプ阻害剤、 オクトレオチド、抗生物質による治療を考慮する場合がある。その他の対策の効果がみられない食道静脈瘤と推定された場合は食道バルーンが試行される。24時間以内の食道、胃、十二指腸の内視鏡検査または大腸の内視鏡検査による診断治療が勧められる。循環動態の安定化を行った上で内視鏡処置など止血術を行うことが多い。止血薬を用いることもある。

### 止血薬
止血薬とは血管壁や血小板、血液凝固系、線溶系に作用して止血を促す薬の総称である。全身投与役としてはカルバゾクロム（アドナなど）やアドレノクロムモノアミノグアニジン（S・アドクノンなど）、トラネキサム酸（トランサミンなど）、ヘモコアグラーゼ（レプチラーゼ）といった薬が知られている。また局所投与薬としてはトロンビンやアドレナリンなどが知られている。
カルバゾクロム
1941年にDerouauxによって発見されたアドレナリンの酸化誘導体であるアドレノクロムが止血効果があると考えられていた。アドレノクロムと同様の効果と安定性をもたせた成分がカルバゾクロムやアドレノクロムモノアミノグアニジンである。カルバゾクロムやアドレノクロムモノアミノグアニジンは組織プラスミノーゲン活性化因子を減らし、毛細血管の透過性を減少させると考えられているが正確な作用機序はわかっていない。代表的なのがカルバゾクロム（アドナ）である。1日90mg程度で用いられることが多い。
トラネキサム酸
トラネキサム酸はフィブリンに拮抗してプラスミノーゲンに結合して活性化を阻害することでフィブリン分解による出血を抑制する。抗プラスミン薬ともいわれている。血栓または塞栓性の疾患がある患者では慎重投与となる。感冒による咽頭痛を緩和する作用がある。トランサミンが代表的である。1日750mgで用いられることが多いが添付文章では1日2500mgまで投与可能である。
ヘモコアグラーゼ
ヘビ毒から作られた酵素止血薬である。トロンビン様作用、トロンボプラスチン様作用によって止血作用をもたらす。血小板機能亢進作用もある。トロンビンとの併用は禁忌であり、トラネキサム酸の併用も慎重投与である。ゼラチンアレルギーでは用いることができない。レプチラーゼを1クロブスイツキー単位で点滴することが多い。